# Суничное
Суничное (укр. Суничне) — село в Сновском районе Черниговской области Украины. Население 263 человека. Занимает площадь 0,589 км².
Код КОАТУУ: 7425888201. Почтовый индекс: 15251. Телефонный код: +380 4654.

## Власть
Орган местного самоуправления — Суничненский сельский совет. Почтовый адрес: 15223, Черниговская обл., Сновский р-н, с. Суничное, ул. Коновалова, 2а.